# Болдинский
Болди́нский — посёлок в Приволжском районе Астраханской области, входит в состав Началовского сельсовета.

## Физико-географическая характеристика
Посёлок расположен в центральной части Приволжского районе на левом берегу реки Болды. Расстояние до Астрахани составляет 17 километров (до центра города), до районного центра и центра сельского поселения села Началова — 6 километров.
Часовой пояс
Болдинский, как и вся Астраханская область, находится в часовой зоне МСК+1. Смещение применяемого времени относительно UTC составляет +4:00.

## История
В 1969 г. указом президиума ВС РСФСР посёлок молочнотоварной фермы № 1 колхоза имени Шести павших коммунаров был переименован в Болдинский по названию реки Болды, на берегу которой он расположен.

## Население
| 2002 | 2010 |
| ---- | ---- |
| 245  | ↘190 |

Этнический состав в 2002
| Национальность | Численность | Процент |
| -------------- | ----------- | ------- |
| Казахи         | 153         | 62,2%   |
| Русские        | 82          | 33,3%   |
| Татары         | 8           | 3,25%   |
| Чеченцы        | 3           | 1,22%   |
| Всего          | 246         | 100%    |

Этнический состав в 2010
| Национальность | Численность | Процент |
| -------------- | ----------- | ------- |
| Казахи         | 105         | 56,1%   |
| Татары         | 73          | 39%     |
| Азербайджанцы  | 5           | 2,7%    |
| Татары         | 4           | 2,1%    |
| Всего          | 187         | 100%    |